# 安成信
安成信（1939年11月—2012年9月1日），男，河北曲阳人，中华人民共和国政治人物，曾任国务院副秘书长，中国国际贸易促进委员会党组副书记、副会长。